# 塞乌阿祖尔
塞乌阿祖尔是巴西巴拉那州的一个市镇。总面积1179.442平方公里，总人口11332人，人口密度9.6人/平方公里。